# Rosina van Hamme
Johanna Petronella Maria Rosina van Hamme (* 23. Dezember 1822 in Amsterdam; † 28. Oktober 1910 in Den Haag) war eine niederländische Schauspielerin und Tänzerin.

## Leben
Rosina van Hamme wurde am 23. Dezember 1822 in Amsterdam geboren. Sie war die Tochter des Ballettmeisters Andreas Petrus Voitus van Hamme (1796–1868) und Maria Colpaar (1796–1834). Rosina van Hamme hatte vier Geschwister und wuchs in einer Theaterfamilie auf. Ihr Vater war Ballettmeister an der Stadsschouwburg Amsterdam. Ihre Mutter starb als sie zwölf Jahre alt war und ihr Vater heiratete ein Jahr später erneut – die damals 16 Jahre alte Tänzerin Margaretha Rosina Henriëtta Bia. Sie bekam in den folgenden Jahren noch vier Halbbrüder, die später ebenfalls Tänzer wurden. Vermutlich stand Rosina van Hamme, wie auch andere Theaterkinder bereits früh auf der Bühne. Als Ballettmeister schrieb und redigierte ihr Vater mehr als zweihundert Ballette aller Genres, so Ballettpantomimen, Divertissements, Ballettintermezzi usw. und versorgte seine zweite Frau, seine Kinder und später seine Enkel mit verschiedenen Rollen.
Rosina van Hamme heiratete am 6. Mai 1847 in Amsterdam den Bühnenschauspieler und Tänzer Arend Petrus Johannes van Gijtenbeek (1823–1873). Auch er war an der Stadsschouwburg, später am Salon des Variétés engagiert. Aus der Ehe gingen vier Söhne und fünf Töchter hervor, von denen drei Söhne und eine Tochter jung starben. Rosina van Hamme wird auf den meisten Ankündigungszetteln des Theaters kaum erwähnt, zumeist werden dort ihr Bruder Eduard und ihre Stiefmutter Rosina Bia genannt. Das deutet darauf hin, dass sie nur Nebenrollen spielte oder als Statistin auftrat. Als sie 32 Jahre alt war, wechselte sie 1855 zum Varieté und begann im Vaudeville Français an der Singel in Amsterdam zu spielen. Ihr Name taucht einmal auf einer Ankündigungsnotiz auf, in der sie als Marianne in „Man kann nichts vorherbestimmen“ erwähnt wird. Sie spielte darin zusammen mit ihrem Mann und ihrer damals siebenjährigen Tochter Sophie van Gijtenbeek. Ende der 1850er Jahre trat sie in der Stadsschouwburg auf, ab 1863 zusammen mit ihrer Tochter Sophie. Van Hamme spielte unter anderem die Rolle der Hexe Madge in „De Sylphide“. Bei dieser Aufführung trat sie zusammen mit ihrer Stiefmutter auf. 1861 spielte sie in „Giselle“ die Rolle von Giselles Mutter.
1869 zog Rosina van Hamme mit ihrem Mann und vier ihrer Kinder nach Rotterdam, und 1872 nach Nieuwer-Amstel. Im folgenden Jahr starb ihr Mann. Rosina zog schließlich 1907 mit ihrer Tochter Henriette Rosina (1862–1931), die im Alter von 17 Jahren einen unverheirateten Sohn zur Welt gebracht hatte, nach Den Haag. Hier starb Rosina van Hamme am 28. Oktober 1910 im Alter von 87 Jahren.